# Blumeshof

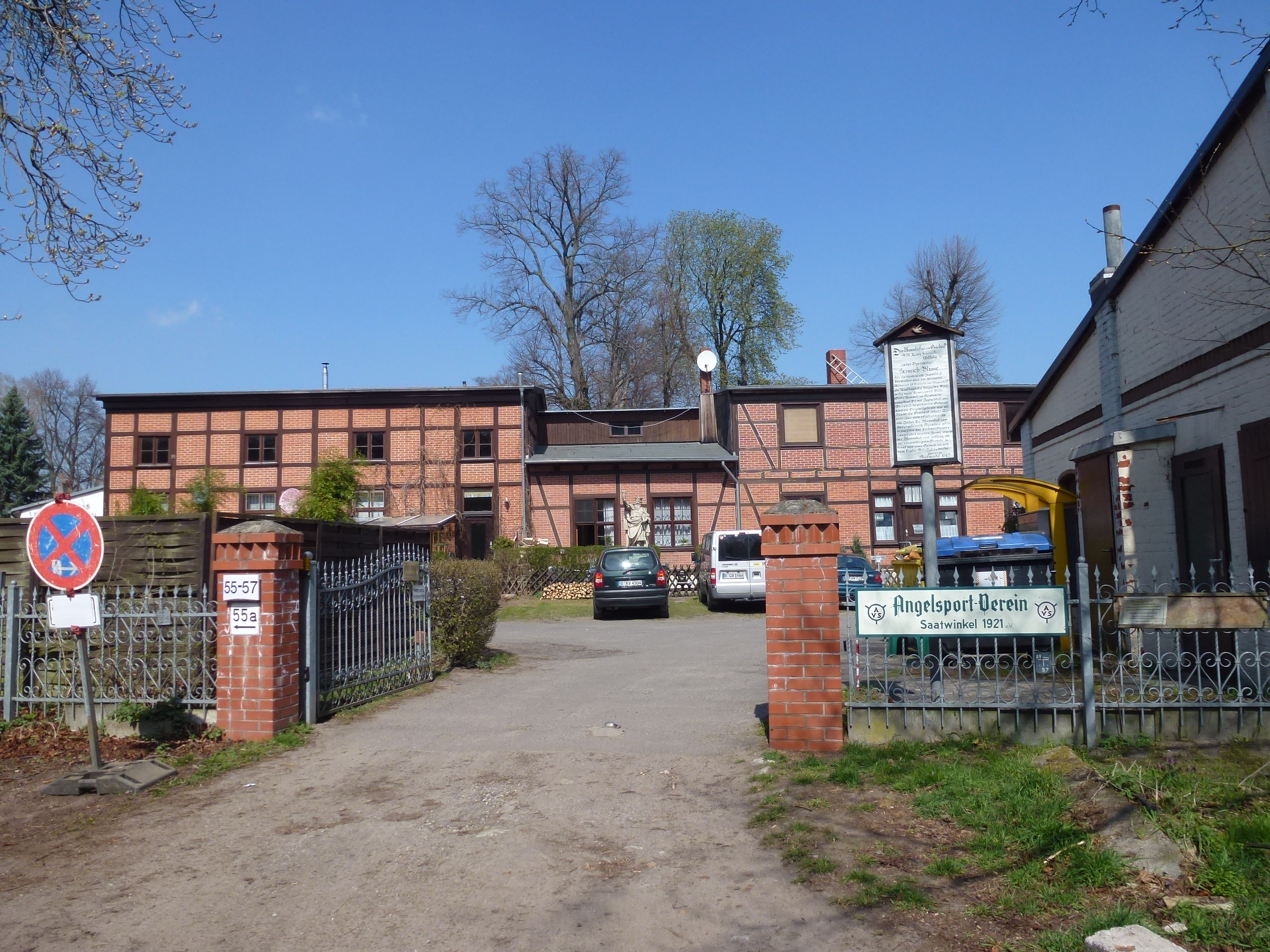
Blumeshof

Der Blumeshof ist ein denkmalgeschütztes Bauensemble in Saatwinkel, Ortsteil Tegel, Bezirk Reinickendorf in Berlin, direkt am Tegeler See.

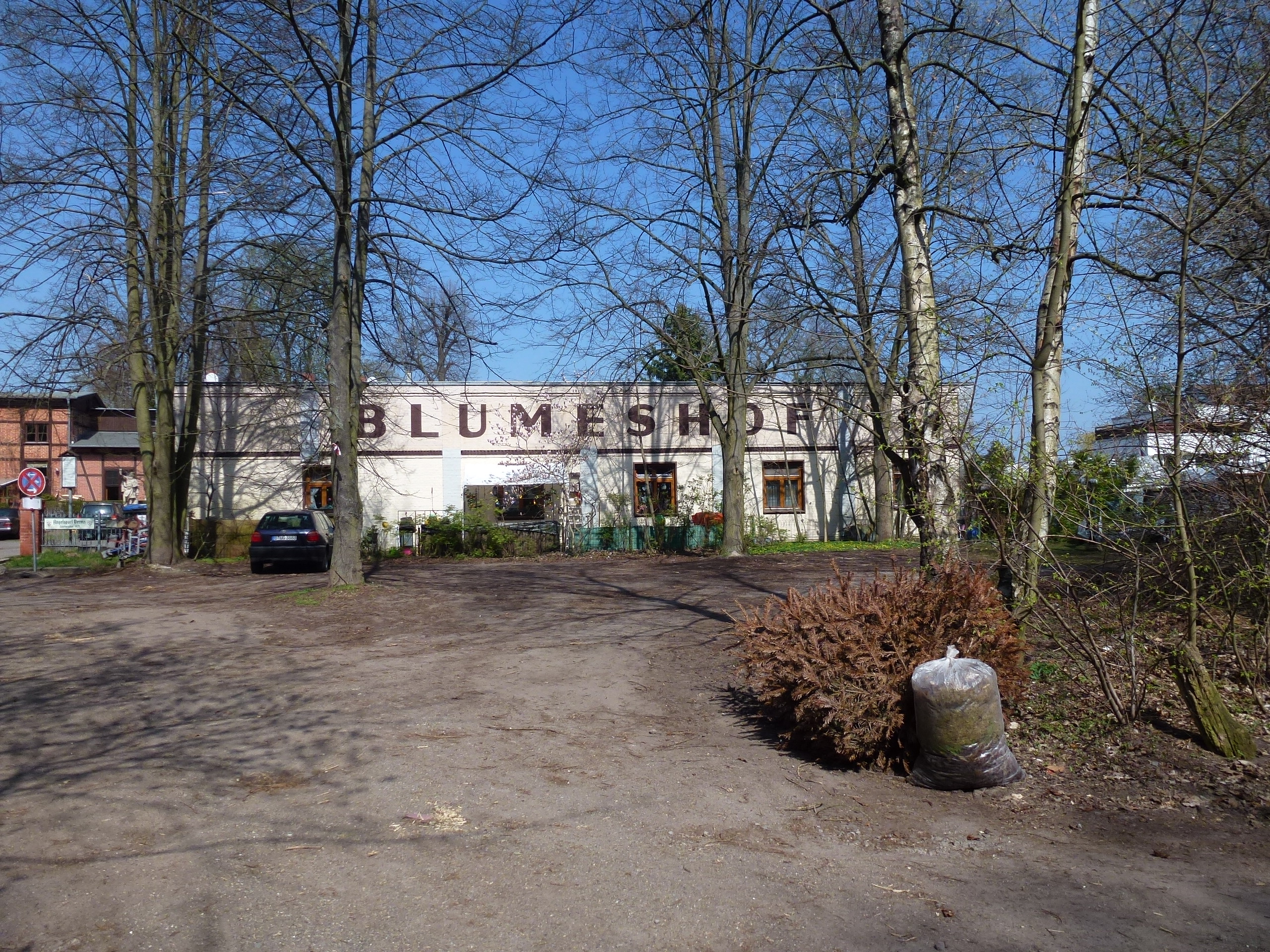
Blumeshof, Straßenansicht

Der Blumeshof wurde 1835 als Wohnhaus von dem Schauspieler Heinrich Blume erbaut. 1839 kaufte ihn der damalige Unteroffizier Johann Christian Schmock, derselbe, der 1851/1852 auch das Restaurant Saatwinkel besessen hatte. Er eröffnete 1840 eine Gastwirtschaft, seine Witwe bewirtschafte den Blumeshof von 1859 bis 1873. Dann kaufte der Kaufmann Theodor Gilka aus Berlin die Gastwirtschaft, 1888 der Restaurateur Carl Marten und 1920 Anton Targatsch, der 1933 ein fiktives 100-jähriges Jubiläum feierte und mindestens bis 1935 Gastwirt vom Blumeshof war. Im Zweiten Weltkrieg wurde der Ausflugsverkehr eingestellt, die Räumlichkeiten der Saatwinkler Lokale waren zeitweise mit für Siemens dienstverpflichteten Holländern belegt.

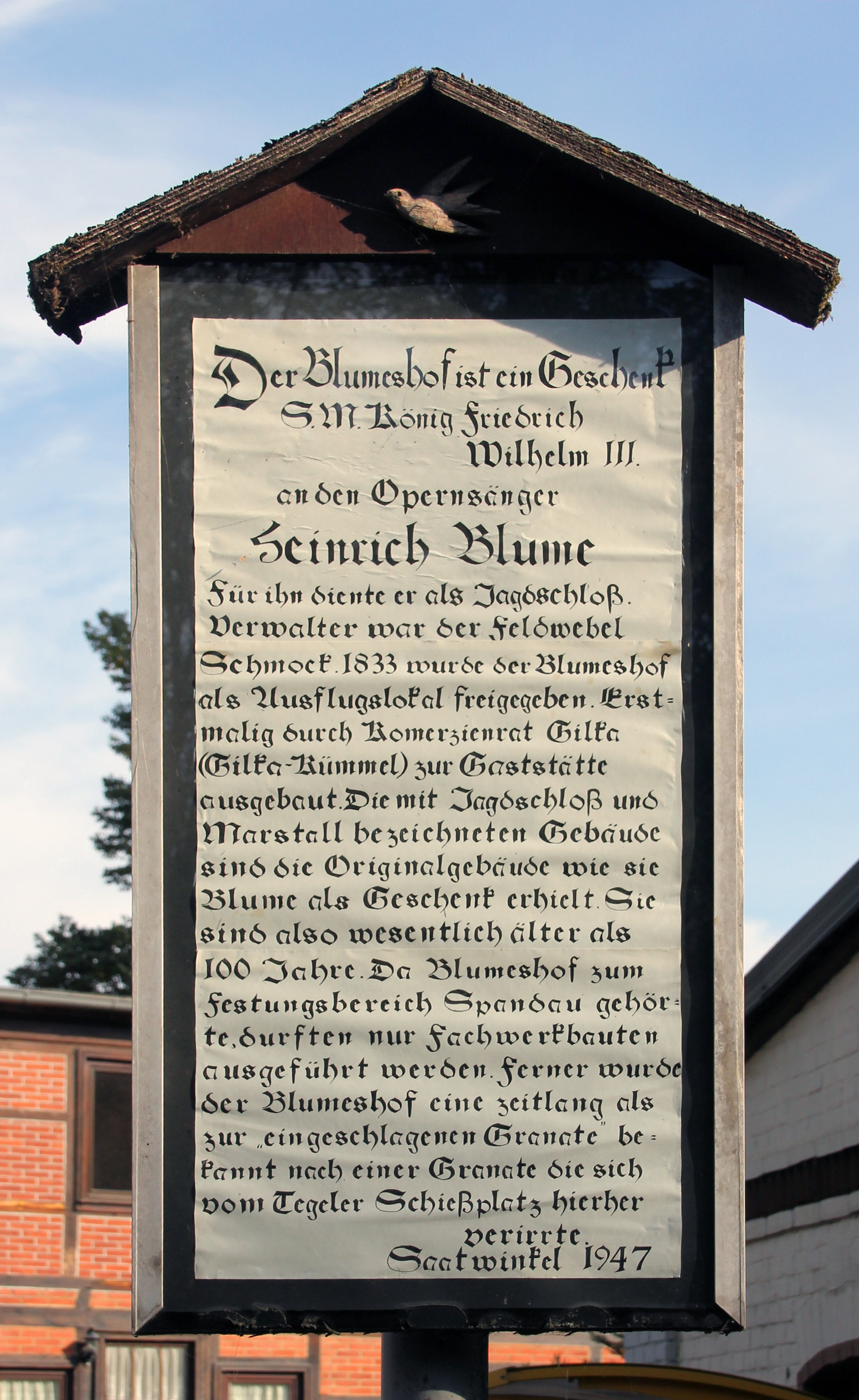
Die Gedenktafel für Heinrich Blume mit historisch fehlerhaftem Text

In den 1950er Jahren wurde der Ausflugsverkehr wieder aufgenommen. Bald darauf sank die Bedeutung der Ausflugslokale, weil die Ausflugsschiffer zur Bordgastronomie übergingen. Der große Restaurantgarten wurde 1973 geschlossen und in Stellplätze für Dauercamper umgewandelt, am Ufer entstanden Bootsliegeplätze. Es blieb ein kleiner Ausschank übrig, der 1985 auch geschlossen wurde, womit eine 145-jährige Tradition endete.
Das Grundstück war Blume um 1833 vom preußischen König geschenkt worden. Dies wurde 1933 zu einer Geschichte um ein angebliches königliches Jagdschloss ausgeschmückt, auf die seit 1947 auf einer großen Gedenktafel vor dem Haus hingewiesen wird. Obwohl bereits 1986 bekannt war, dass es ein solches Jagdschloss nie gegeben hatte, steht die Gedenktafel noch heute (September 2021). 
Der Blumeshof steht heute auf der Liste der Kulturdenkmale in Berlin-Tegel.